# (168261) Puglia
(168261) Puglia est un astéroïde de la ceinture principale.

## Description
(168261) Puglia est un astéroïde de la ceinture principale. Il fut découvert le 15 août 2006 à Vallemare Borbona par Vincenzo Silvano Casulli. Il présente une orbite caractérisée par un demi-grand axe de 3,05 UA, une excentricité de 0,04 et une inclinaison de 12,3° par rapport à l'écliptique.

## Compléments